# Pensão Amor

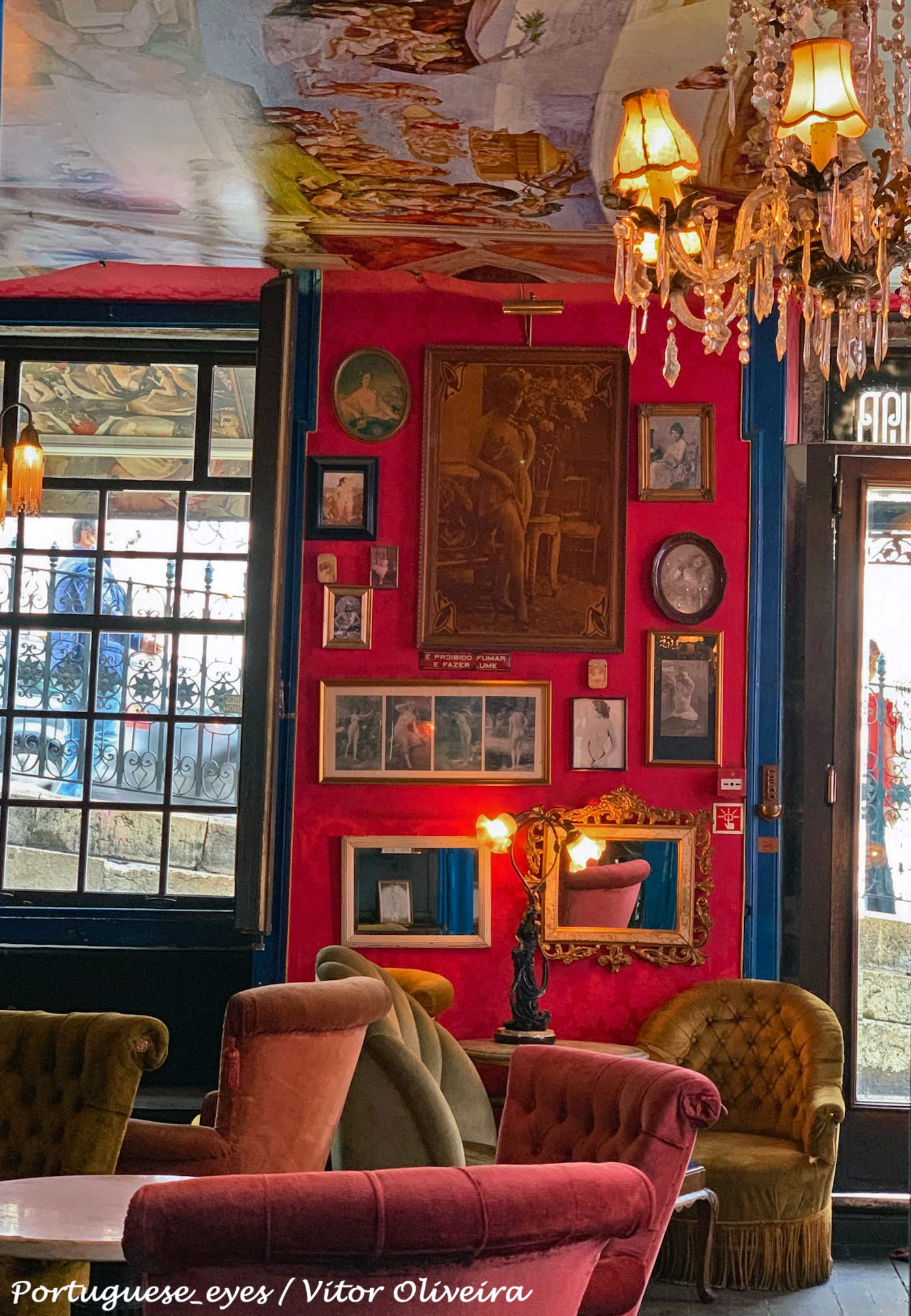
Pensão Amor

A Pensão Amor é um bar, discoteca, clube-noturno e alojamento, localizado na Rua Nova do Carvalho (Rua Rosa), no Cais do Sodré. O espaço foi criado em 2011, aquando da requalificação urbana do bairro, e pretende ser um espaço seguro, promovendo a liberdade individual, promovendo o respeito pela diversidade e amor próprio.
Dentro da Pensão Amor existe a livraria Ler Devagar com Amor, um espaço exclusivamente dedicada à literatura erótica, desenvolvido por José Pinho, da Livraria Ler Devagar. 

## Projectos artísticos
Dos vários eventos e projectos artísticos como performances, workshops, concertos, entre muitos outros destacam-se: 
- Pintura das escadas, dos designers Mario Belém e Hugo Makarov, 2011; [3]
- Festival Bang Awards, festival de cinema de animação, 2014 e 2018; [4]
- Mamba-the-jameson, das artistas plásticas atelier contencioso, 2016; [5]
- Alice no País do Bordéis - peça de teatro intimista, com Francisco Beatriz e Sofia de Portugal, 2017; [6]
- Erotismo Con'vida, evento de tertúlias, espetáculos e leituras, com as sexólogas Paula Afonso e Maria João Almeida, a socióloga Paula Afonso, o sex coach Rui Simas, e a ilustradora Carolina Almeida, 2019;[7]
- Divas, do ilustrador Nuno Saraiva, 2023; [8]
- Pole Dancing - espetáculo surpresa de dança do varão com Marina Mey, semanalmente desde a abertura;